# Pekka Heikkinen
Petter (Pekka) Wilhelm Heikkinen (Nilsiä, 24 de abril de 1883 – Helsinque, 4 de fevereiro de 1959) foi um fazendeiro e político finlandês. Ele serviu como ministro do Comércio e Indústria no primeiro governo de Juho Sunila e no terceiro governo de Kyösti Kallio e ministro da Agricultura de 1936 a 1940.
Ainda no âmbito político, Heikkinen integrou o Parlamento e presidiu o Sindicato dos Camponeses da Liga Agrária. Após seu mandato ministerial em 1940, foi eleito governador da antiga província de Kuopio, cargo que ocupou por uma década.